# Rørvig Sogn
Rørvig Sogn ist eine Kirchspielsgemeinde (dän.: Sogn) auf der dänischen Insel Seeland. Bis 1970 gehörte sie zur Harde Ods Herred im damaligen Holbæk Amt, danach zur Nykøbing-Rørvig Kommune im Vestsjællands Amt, die wiederum im Zuge der Kommunalreform zum 1. Januar 2007 in der Odsherred Kommune in der Region Sjælland aufgegangen ist.

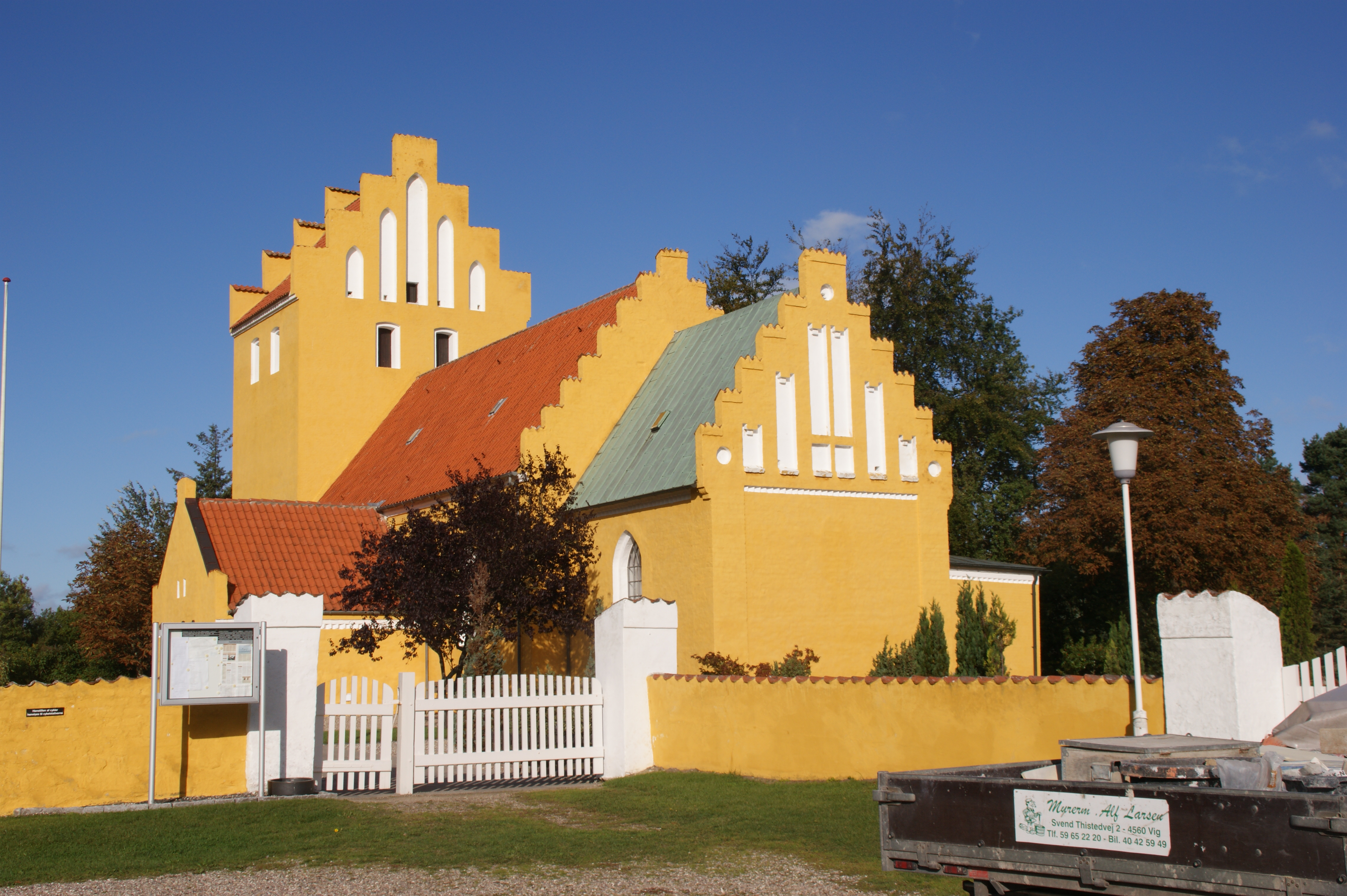
Rørvig Kirke mit Staffelgiebeln

Am 1. Januar 2023 lebten im Kirchspiel 1570 Einwohner, davon 1059 im Kirchort Rørvig. Auf dem Gebiet der Gemeinde liegt die „Rørvig Kirke“, die im Gegensatz zu den meisten dänischen Kirchen keinen weißen, sondern einen gelben Anstrich hat.
Einzige Nachbargemeinde ist im Westen Nykøbing Sj Sogn, ansonsten grenzt das Kirchspiel im Norden an die Ostsee, sowie im Osten und Süden an den Isefjord.